# 조창 (기관)
조창(漕倉)은 고려와 조선 시대에 경창으로 조운할 곡식과 포백을 보관하던 창고이다. 992년 고려 성종 때 제도를 정비하며 생겨난 제도인데, 고려 정종 때 만들어졌다고도 한다. 고려가 멸망한 후에도 조선이 이 제도를 계속 이어나갔다. 조창의 기능은 크게 세곡의 수납·보관·운송의 세 가지였으며, 조운창이라고도 불렀다.
조창은 주로 해상 교통이 발달한 서해, 남해, 한강 유역에 설치되었다. 해운을 이용하는 조창을 해운창이라 했고, 강을 이용하는 조창은 수운창이라 했다. 각 조창에는 판관이 배치되어 사무를 관장했으며 중앙에서 관리를 파견해서 감시했다.
조창은 고려 후기에 왜구의 침입이 잦아 그 기능이 일시 정지되기도 하였으나 조선 초에 다시 활성화되었다. 평안도, 함경도, 제주도는 잉류지역으로 세곡을 조운하지 않고 그 지방의 경비에 충당하게 했다.

## 고려시대의 조창
고려시대에는 전국에 총 13개의 조창이 있었다.

### 해룡창
해룡창(海龍倉)은 전라남도 남원에 있던 조창이다. 조창이 생기기 전부터 조세를 거두던 곳으로 전라도 남동지역의 조세를 경창으로 운반하였다. 1,000여 석을 운반할 수 있는 초마선 6척이 배치되었다.

## 조선시대의 조창
경국대전, 동국여지승람에 의하면 조선 초기 전국에 조창은 한양의 경창을 제외하면 충주의 가흥창, 원주의 흥원창, 춘천의 소양강창, 배천의 금곡포창, 강음의 조읍포창, 아산의 공진창, 용안의 덕성창, 영광의 법성창, 나주의 영산창 등 9개 조창이 있었고, 조선 후기 영조 때 진주의 가산창, 밀양의 삼랑창, 창원의 마산창 등 3개 조창이 설립되었다. 그러나 16세기 임진왜란 이래로 조창의 기능이 약해지면서 사선에 의한 세곡의 임운이 행해지기 시작했고, 운송은 경강상인의 경강선과 훈련도감의 도감선이 주로 담당하였다.
가흥창, 흥원창, 소양강창은 수참선으로 세곡을 운반하는 참운의 좌수참에 속하여 좌수참창이라고도 한다. 또한 금곡포창, 조읍포창은 우수참에 속해 우수참창이라고도 한다.  그리고 공진창, 덕성찬, 법성창, 영산창은 해운을 이용했다.
좌수참은 51척의 선박을 가지고 있었고, 우수참은 20척의 선박을 가지고 있었다. 그리고 공세곶창은 60척, 덕성창은 63척, 법성창은 39척, 영산창은 53척의 선박을 가지고 있었다.

### 경창
경창(京倉)은 한강의 남쪽 강변에 있던 조창이다. 경기도와 강원도 평강과 철원에서 거둔 세곡과 더불어 전국 각지의 세곡을 관리했다. 경창은 1392년 태조 원년에 설치되었다. 이어서 광통교 부근에는 군자감, 풍저창, 광흥창 등의 본창이
설치됐고, 광흥창에서 관리의 녹봉을, 풍저창에서는 정부의 제반 경비를, 그리고 군자감에서는 군량미로 충당했다.

### 가흥창
가흥창(可興倉)은 충청북도 충주에 있던 조창이다. 경상도와 충청도 음성, 영동 등지에서 거둔 세곡을 관리했다. 고려시대에는 덕흥창(德興倉)이라 하다가 조선 초에는 경원창(慶源倉)이라 했고, 세종 때에는 다시 덕흥창이라 불렀다. 이후 세조 때 가흥역 근처로 조창의 자리를 이전하여 가흥창이라 부르기 시작했다.

### 흥원창
흥원창(興元倉)은 강원도 원주에 있던 조창이다. 고려시대부터 이어져 오던 조창이다. 강원도 평창과 영월 등지에서 거둔 세곡을 관리했다. 조선 후기에 폐지되었다.

### 소양강창
소양강창(昭陽江倉)은 강원도 춘천에 있던 조창이다. 강원도 홍천, 양구 등지에서 북한강의 수로를 이용하여 세곡을 거두고 관리했다. 조선 후기에 폐지되었다.

### 금곡포창
금곡포창(金谷浦倉)은 황해도 배천(白川) 금곡포에 있던 조창이다. 1655년 효종 때 설치하여 황해도 해주와 풍천 등지에서 거둔 세곡을 관리했다. 예성강에서 한강으로 세곡을 운송할 때 조운선의 침몰이 자주 발생하여 1713년 숙종 때 폐지되었다.

### 조읍포창
조읍포창(助邑浦倉)은 황해도 강음에 있던 조창이다. 황해도 황주, 평산 등지의 세곡을 관리했다. 조선 후기에 폐지되었다.

### 공진창
공진창(貢津倉)은 충청남도 아산에 있던 조창이다. 세조 때 설치되어 충청도 서산, 한산 등의 40여 고을의 세곡을 관리했다. 처음에는 공세곶창(貢稅串倉)으로 불렸는데, 이때에는 창고가 없어 연해안 포구에 세곡을 쌓아두었다. 1523년 중종 때에야 비로소 80칸의 창고를 마련하고 그 이름을 공진창이라 하였다.

### 덕성창
덕성창(德成倉)은 전라북도 용안 금두포에 있던 조창이다. 전라도 전주, 김제를 비롯한 전라북도 지역의 세곡을 관리했다. 1428년 세종 때에는 물길이 막혀서 전라북도 함열 피포로 옮겼으며, 뒤에 성당창(聖堂倉)으로 이름을 고쳤다. 1472년 성종 때에는 다시 용안으로 옮겨서 덕성창 또는 득성창(得成倉)이라 불렀고, 1512년 중종 때에는 옥구 군산포로 옮겨 군산창(群山倉)이라 하였다.

### 법성창
법성창(法聖倉)은 전라남도 영광에 있던 조창이다. 전라도 부안, 곡산 등지의 세곡을 관리했다.

### 영산창
영산창(榮山倉)은 전라남도 나주에 있던 조창이다. 전라도 순천, 광양 등지의 세곡을 관리했다. 후에 조운선의 침몰이 자주 발생하여 1512년 중종 때에는 영산창을 혁파하고 법성창으로 이관하였다.

## 같이 보기
- 조운